# Wanda Nevada
Wanda Nevada é um filme estadunidense de 1979 do gênero western, dirigido por  Peter Fonda. Henry Fonda faz uma rápida participação, o que faz desse filme o único em que ele contracenou com seu filho, Peter.

## Elenco principal
- Peter Fonda ...Beaudray Demerille
- Brooke Shields...Wanda Nevada
- Fiona Lewis...Dorothy Deerfield
- Luke Askew...Ruby
- Ted Markland...Strap
- Severn Darden...Bitterstix
- Paul Fix...Texas Curly
- Henry Fonda...Velho garimpeiro

## Sinopse
Nos anos de 1950, Beaudray Demerille é um desocupado que ganha uma garota (Wanda Nevada) num jogo de pôquer. Depois de atirar em auto-defesa no jogador adversário, ele e a garota fogem da cidade. Em um bar em outra cidade, eles conhecem um velho garimpeiro que mostra pepitas de ouro que teria encontrado numa mina no Grand Canyon. O velho é assassinado por uma dupla de gângsters, crime que é testemunhado pela garota. "Beau" e Wanda vão então à procura da mina, seguidos pela dupla de criminosos. 